# Strada statale 410 di Naro
La strada statale 410 di Naro (SS 410) è una strada statale italiana che si snoda nella provincia di Agrigento.

## Percorso
La strada ha inizio da una rotatoria in cui incrocia la strada statale 122 Agrigentina in località Sella Monello, al confine tra i comuni di Favara e Castrofilippo. La strada prosegue verso sud-est, lambendo l'invaso creato dalla diga San Giovanni, per entrare poi nel centro abitato di Naro da cui prende il nome.
All'uscita del paese, si ha una diramazione che conduce a Canicattì e poco dopo riceve la strada statale 576 di Furore proveniente dalla zona a sud di Agrigento. Il percorso continua quindi verso sud attraversando Camastra e Palma di Montechiaro dove, all'uscita del centro abitato, si innesta sulla strada statale 115 Sud Occidentale Sicula.

### Tabella percorso
| di Naro |                                            |      |           |
| Tipo    | Indicazione                                | ↓km↓ | Provincia |
|         | Sella Monello Agrigentina                  | 0,0  | AG        |
|         | per Canicattì                              | 7,2  | AG        |
|         | Lago San Giovanni                          | 7,9  | AG        |
|         | per SS 410 dir                             | 8,9  | AG        |
|         | per SS 576                                 | 9,0  | AG        |
|         | Naro di Naro per Campobello di Licata      | 12,2 | AG        |
|         | di Furore                                  | 14,5 | AG        |
|         | Camastra                                   | 17,8 | AG        |
|         | Palma di Montechiaro                       | 26,0 | AG        |
|         | Sud Occidentale Sicula per Marina di Palma | 27,2 | AG        |